# Rothenburg (Sajonia)
Rothenburg (pronunciación en alemán: /ˈʁoːtn̩ˌbʊʁk/ⓘ) es un municipio situado en el distrito de Görlitz, en el estado federado de Sajonia (Alemania), a una altitud de 160 metros. Su población a finales de 2016 era de unos 4700 habs. y su densidad poblacional, 65 hab/km².